# 구릿빛티티
구릿빛티티(Callicebus cupreus)는 신세계원숭이에 속하는 티티원숭이의 일종이다. 남아메리카의 볼리비아와 브라질, 에콰도르 그리고 페루에서 발견된다.